# Gelbsterne
Die Pflanzengattung der Gelbsterne (Gagea), auch Goldsterne genannt, gehört zur Familie der Liliengewächse (Liliaceae). Die etwa 200 Arten sind in Europa (etwa 23 Arten), Asien, Nordafrika und Nordamerika (nur eine Art) verbreitet. Zentren der Artenvielfalt sind Zentralasien und der Mittelmeerraum.

## Beschreibung

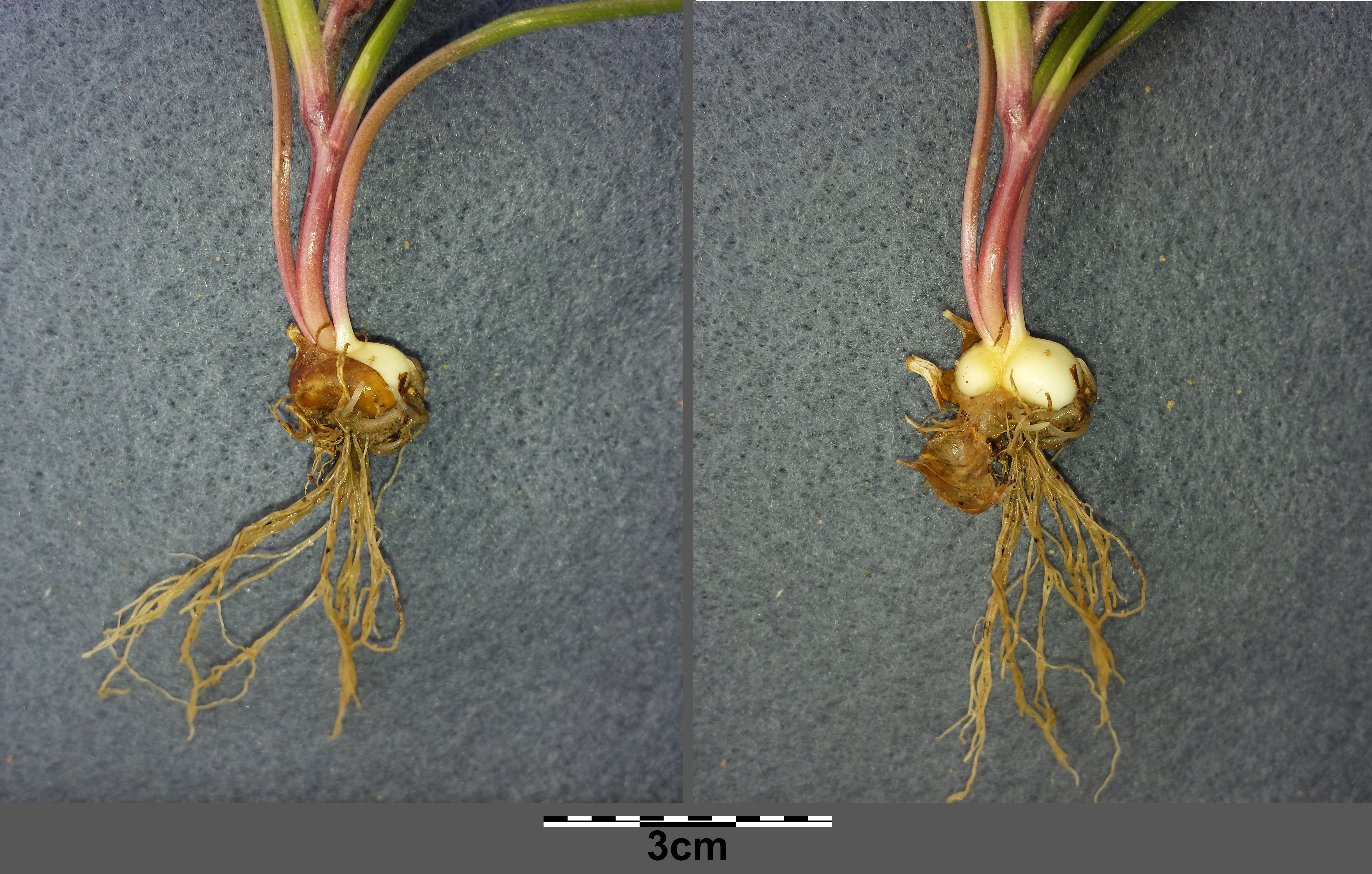
Unterirdische Pflanzenteile des Acker-Gelbstern (Gagea villosa)

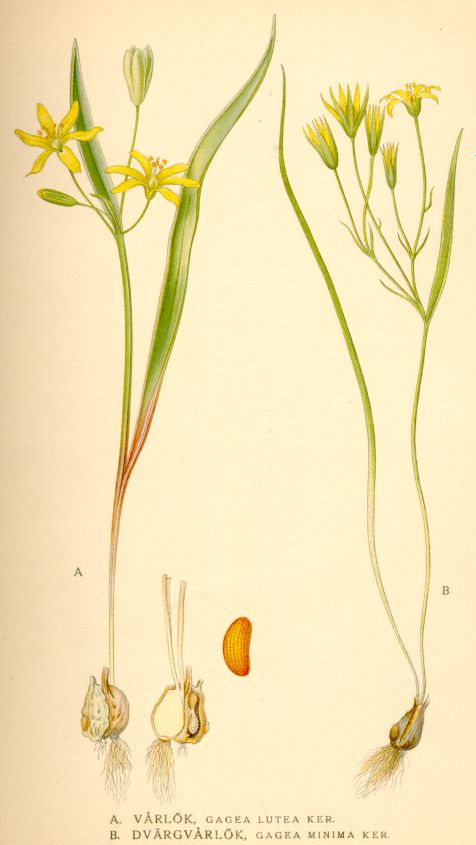
Illustration von
Wald-Gelbstern (Gagea lutea, links) und
Kleiner Gelbstern (Gagea minima, rechts)

Blütendiagramm

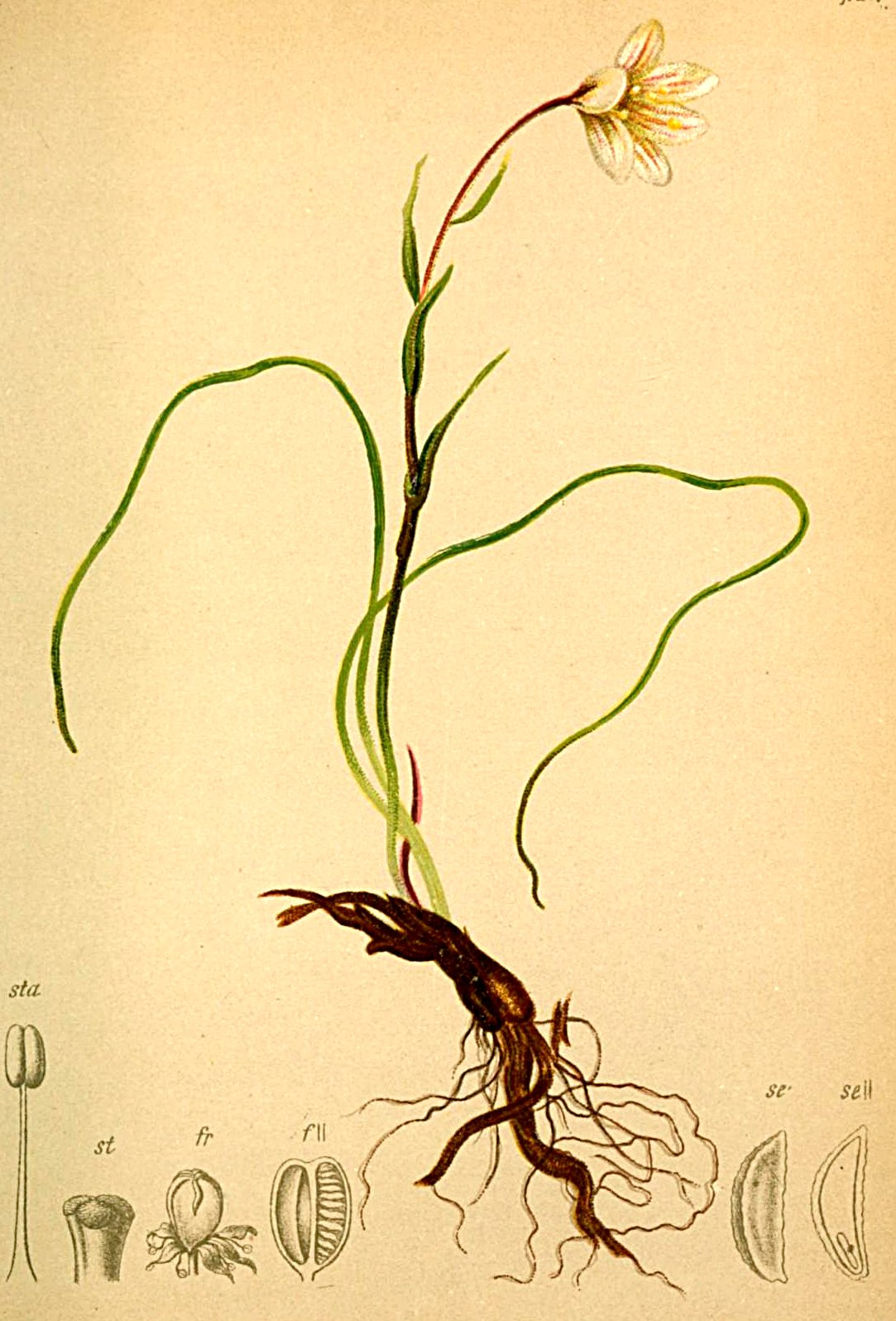
Illustration der Späten Faltenlilie (Gagea serotina) aus Atlas der Alpenflora, 1882

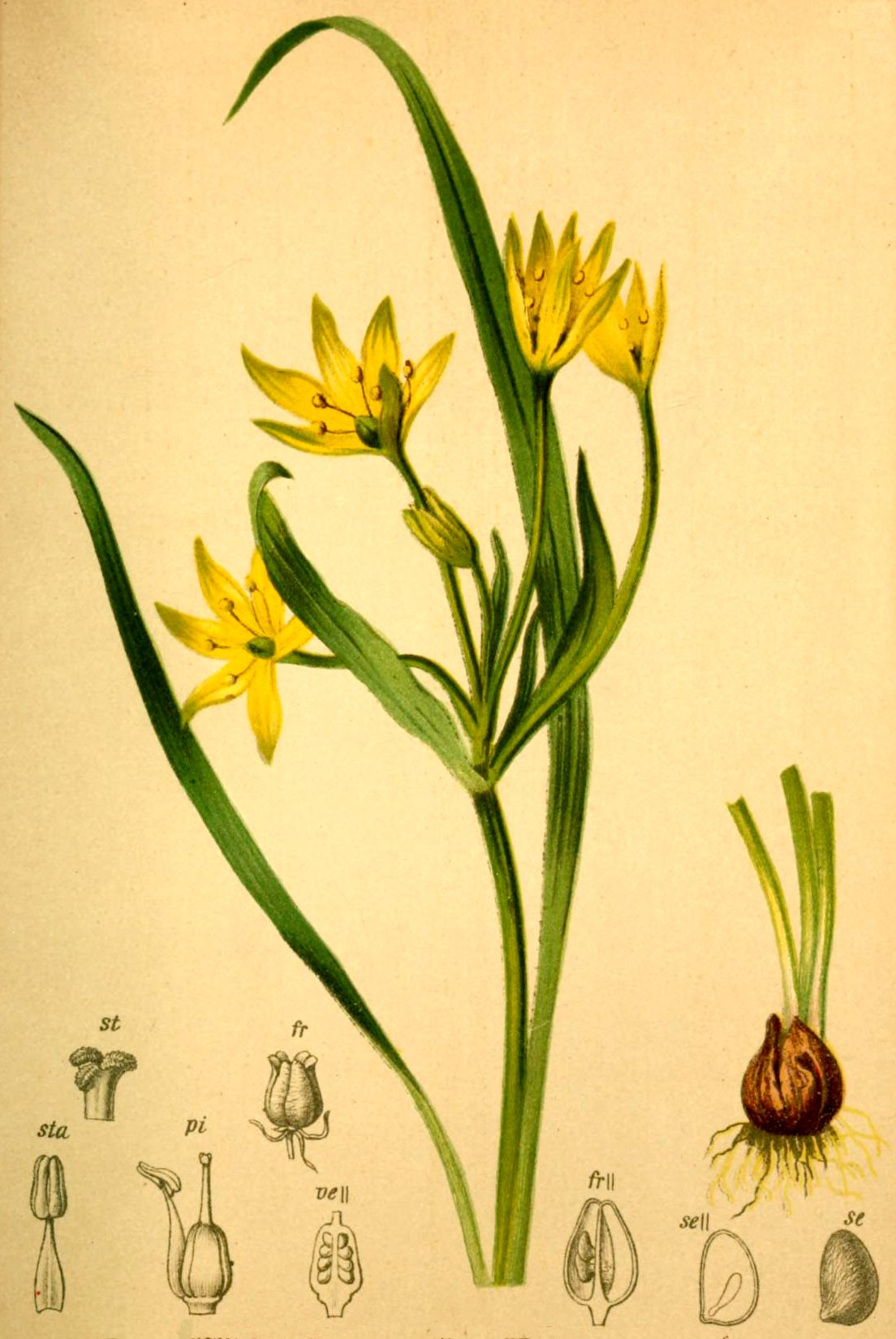
Illustration des Röhrigen Gelbstern (Gagea fragifera)

### Erscheinungsbild und Blätter
Gelbstern-Arten sind kleine oder ziemlich kleine, ausdauernde krautige Pflanzen. Diese Geophyten bilden eiförmige bis kugelige Zwiebeln als Überdauerungsorgane aus. Der Stängel ist meist einfach.
Die einfachen Laubblätter sind linealisch bis lanzettlich, flach, röhrig oder rinnig, an der Spitze kapuzenartig zusammengezogen, kahl oder am Rand mehr oder weniger stark bewimpert. Ein oder zwei, selten drei Laubblätter sind grundständig, zwei (seltener drei) Blätter stehen unter dem Blütenstand.

### Blütenstände und Blüten
Der Blütenstand ist in der Regel doldenartig zusammengedrängt oder schirmtraubig, traubig und wenigblütig, weniger oft ist er auf eine Blüte reduziert. Es sind laubblattartige und oft wollig behaarte Tragblätter und ein Deckblatt vorhanden.
Die zwittrigen Blüten sind radiärsymmetrisch und dreizählig. Es sind zwei Kreise mit insgesamt sechs oder in Ausnahmefällen auch mehr oder weniger Perigonblättern vorhanden; sie sind frei, abstehend, drei- bis fünfnervig und haltbar. Sie sind meist goldgelb bis gelb-grün gefärbt, selten besitzen sie eine andere Farbe, innen glänzen sie und außen sind sie mattgelb. Es ist ein grüner Rückenstreifen auf den Perigonblättern vorhanden, der selten auch weißlich oder rosa ist. An ihrem Grund befindet sich eine Honiggrube. Die sechs Staubblätter sind entweder gleich lang oder es gibt drei kürzere und drei längere – mal länger, mal kürzer als der Griffel. Die Staubfäden sind dünn bis abgeflacht. Die Staubbeutel sind aufrecht und am Grund befestigt (basifix). Drei Fruchtblätter sind zu einem oberständigen, dreikammerigen Fruchtknoten verwachsen. Der meist sehr lange Griffel endet in einer kopfigen bis dreilappigen Narbe.

### Früchte und Samen
Die dreikantige, lokulizidale, dünnwandige Kapselfrucht wird von den haltbaren, vergrößerten Blütenhüllblättern eingehüllt und enthält viele Samen. Die kugeligen, walzlichen bis schwach zusammengedrückten Samen sind meist braun und weisen oft Längs- und Querstreifen und zuweilen Anhängsel auf.

### Chromosomensätze
Die Chromosomengrundzahl beträgt x = 12. Bei einigen Arten wurden unterschiedliche Ploidiestufen ermittelt.

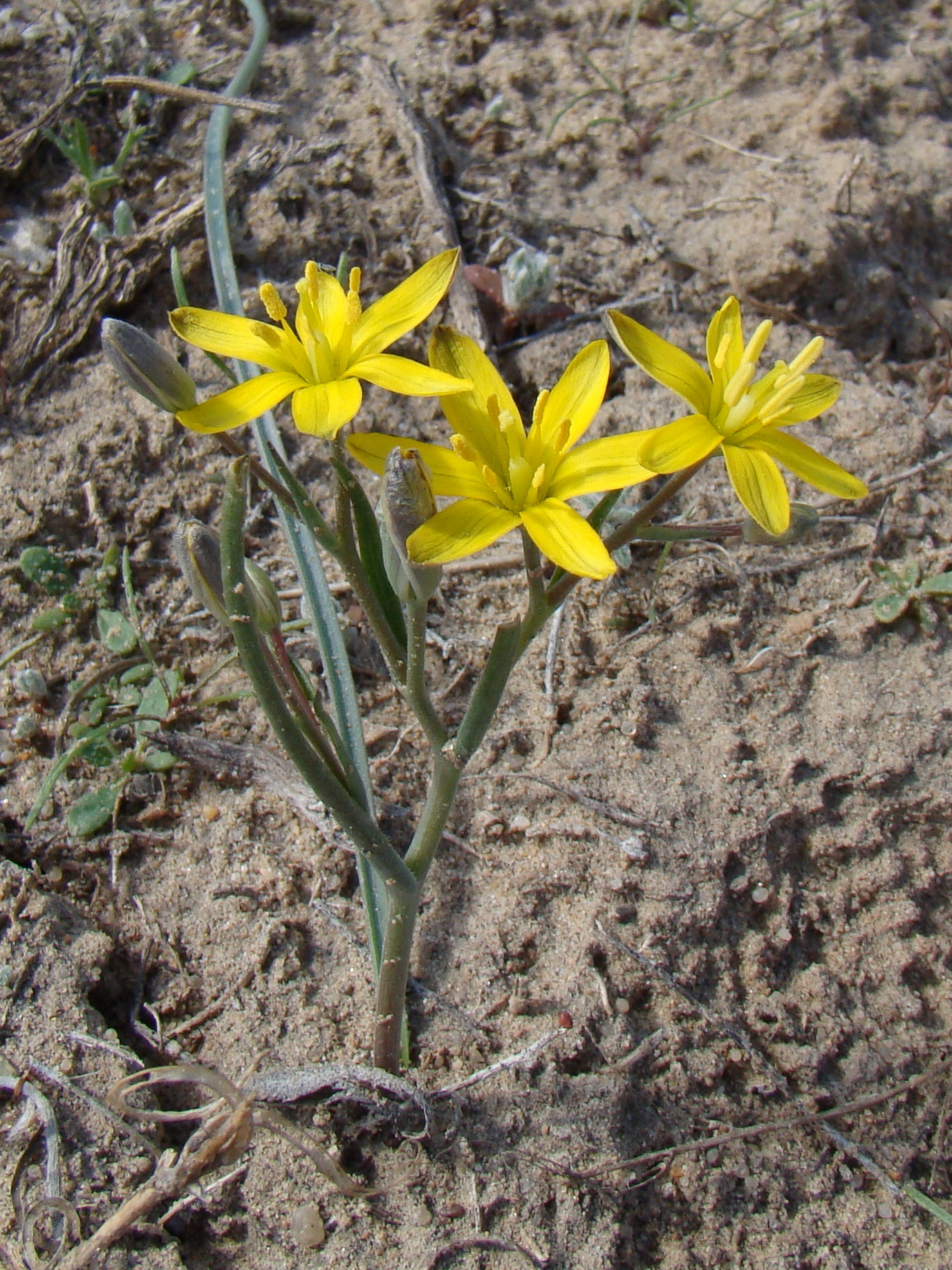
Gagea altaica

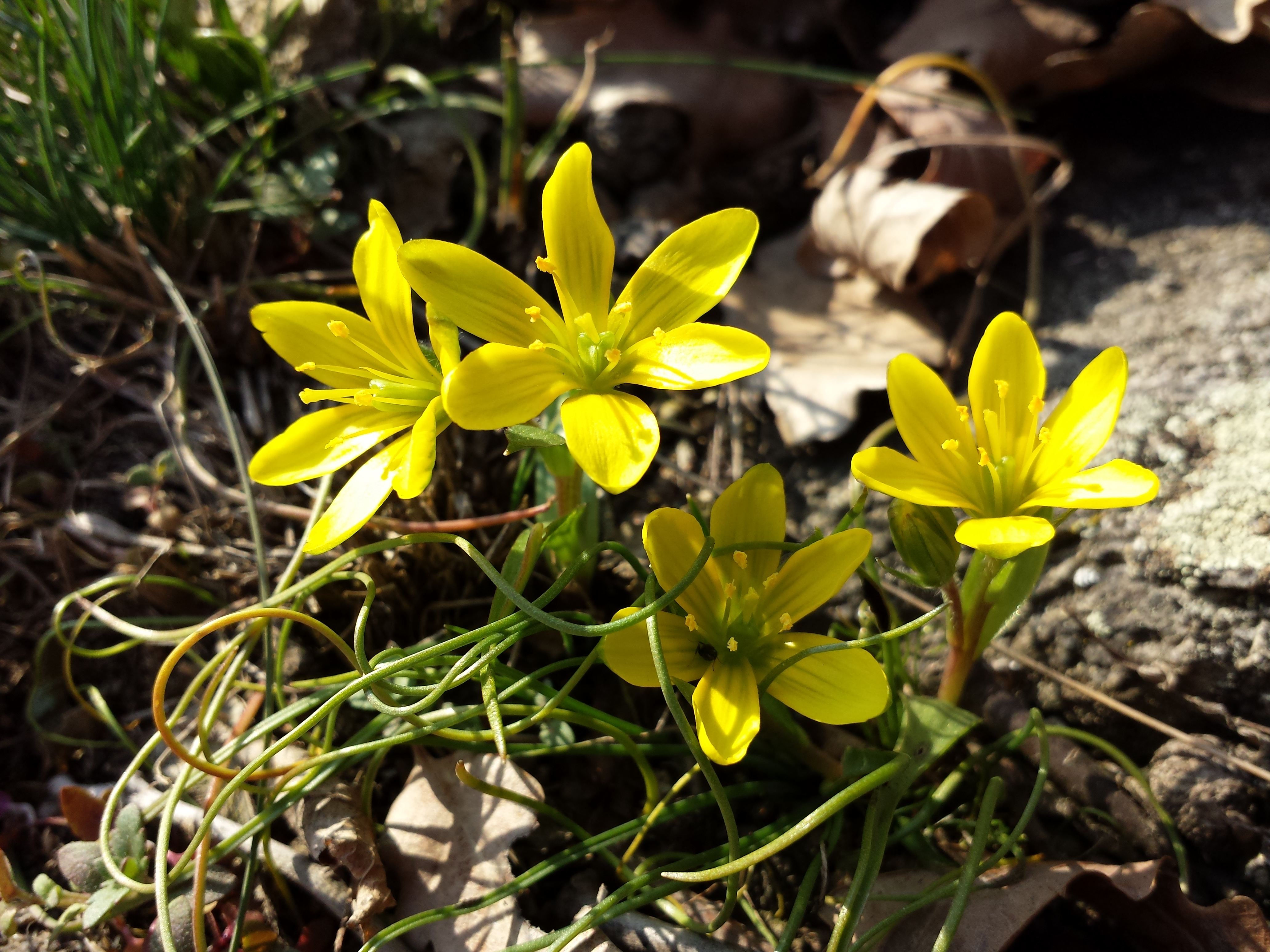
Böhmen-Gelbstern (Gagea bohemica)

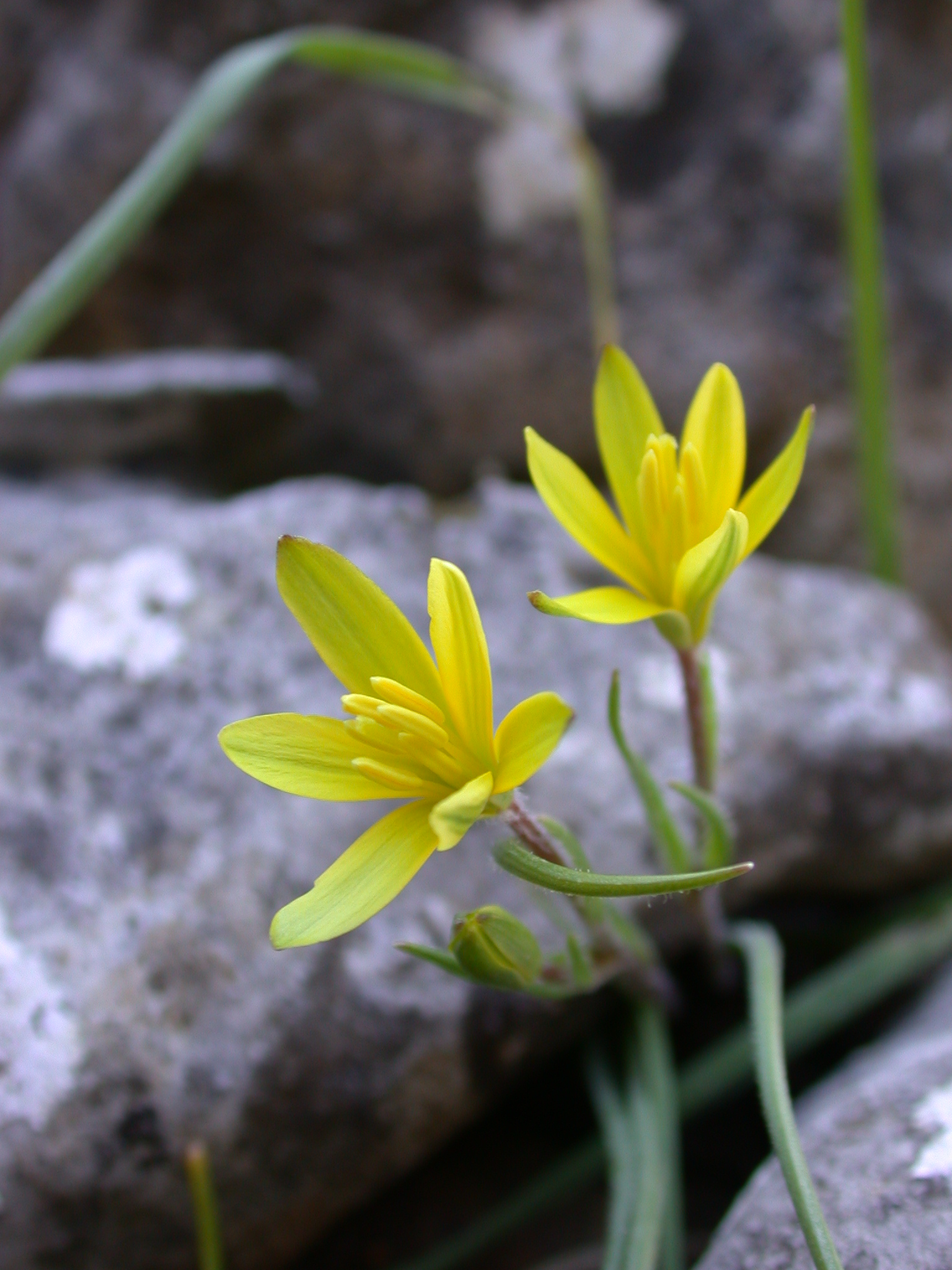
Gagea chlorantha

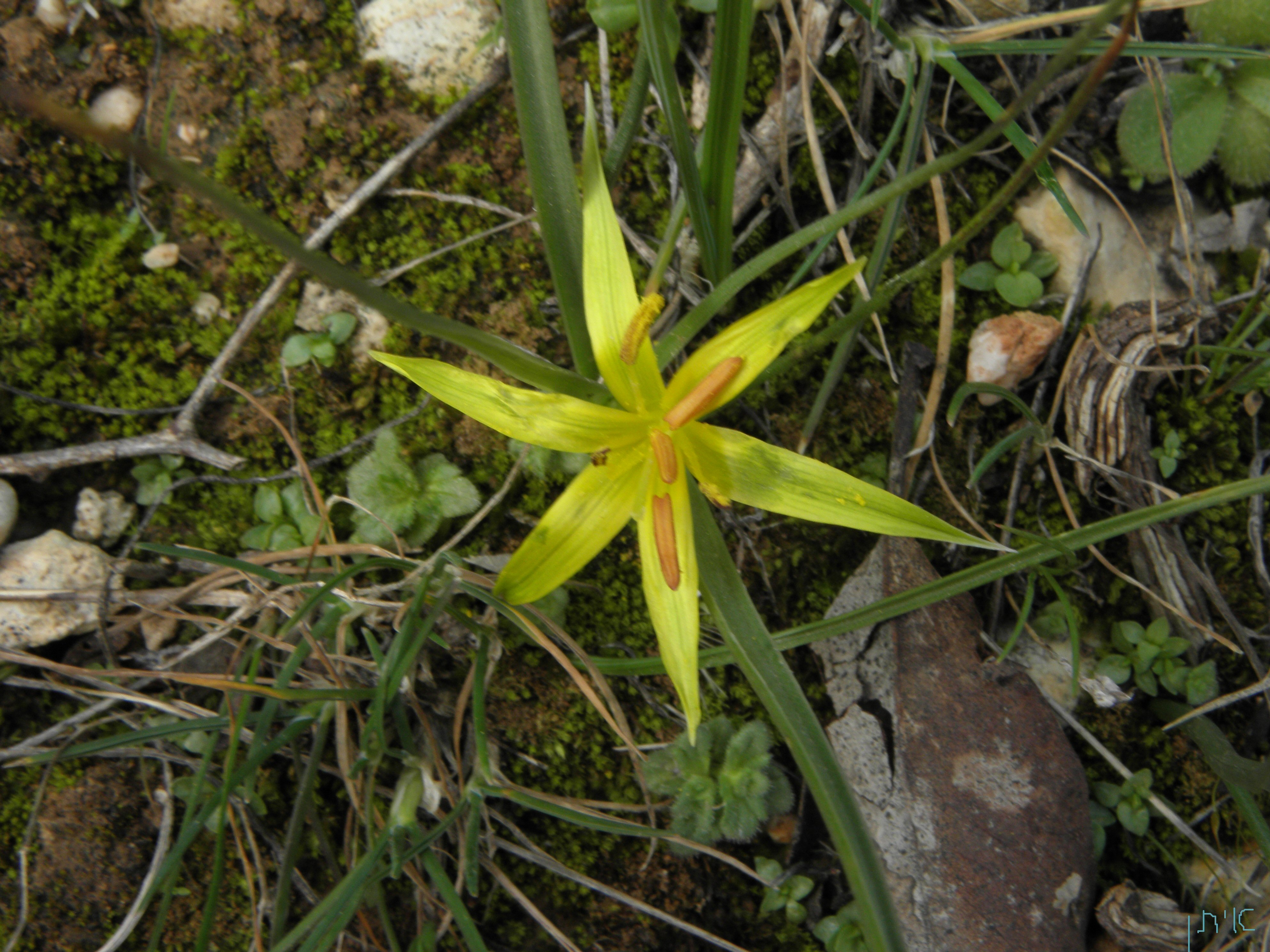
Gagea commutata

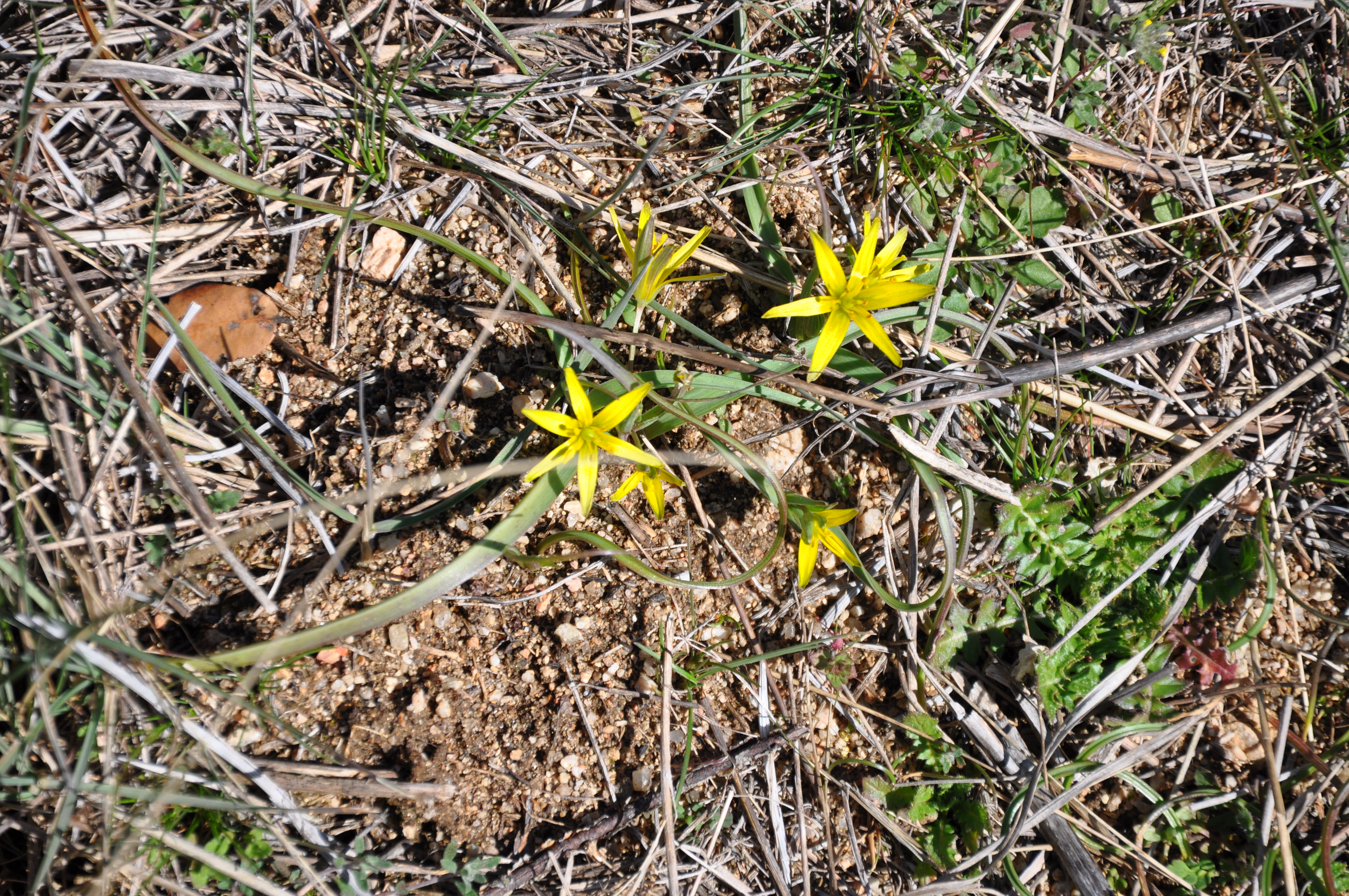
Gagea foliosa

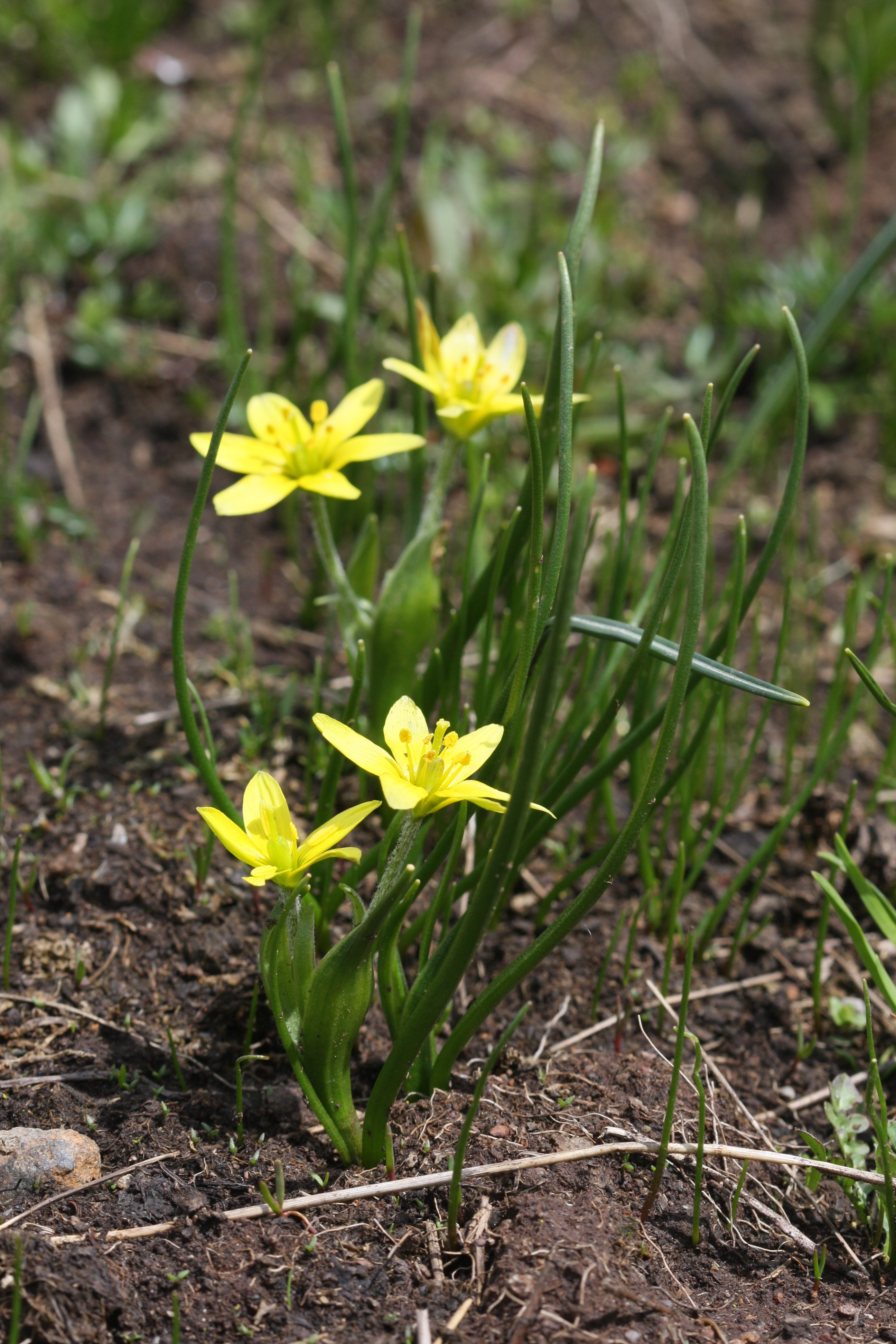
Röhriger Gelbstern (Gagea fragifera)

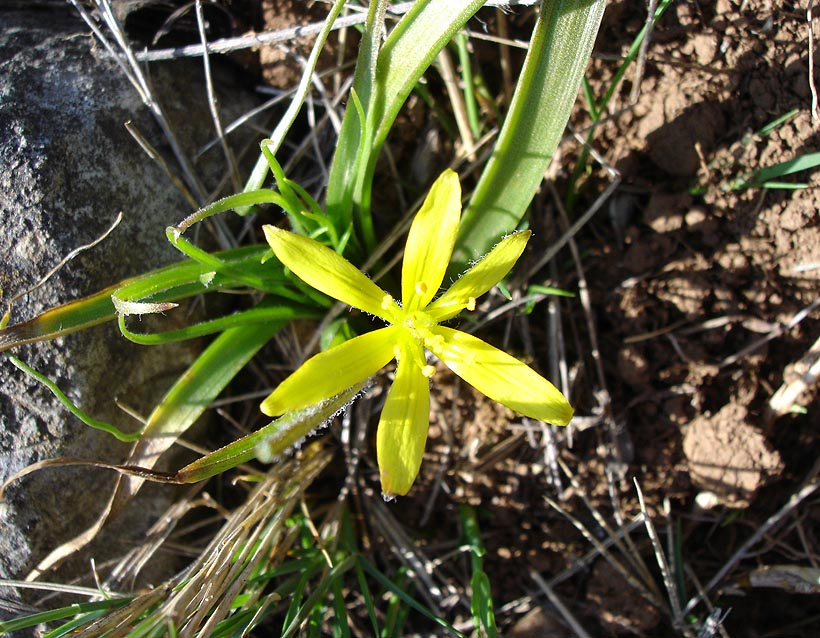
Gagea granatelli

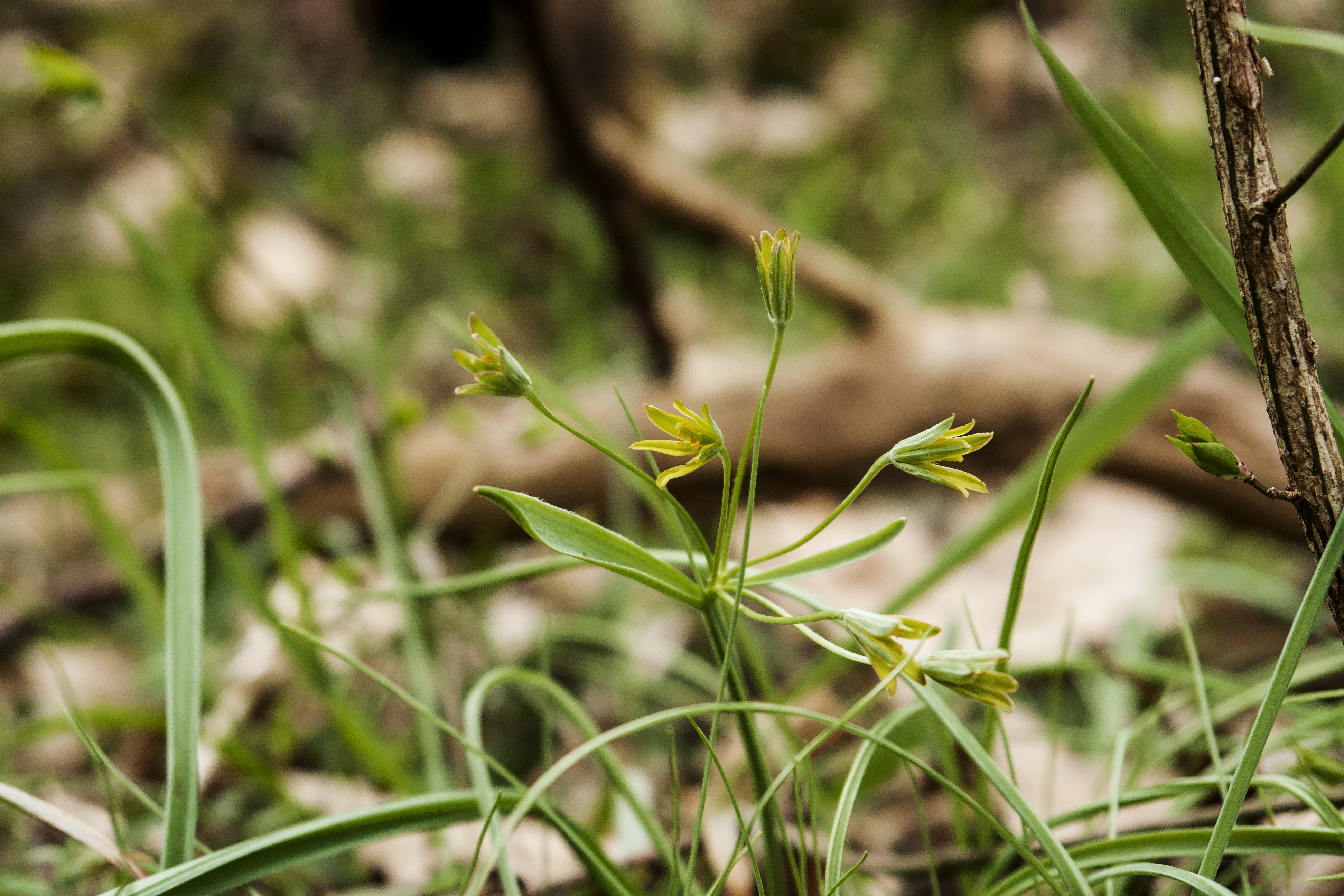
Gagea hiensis

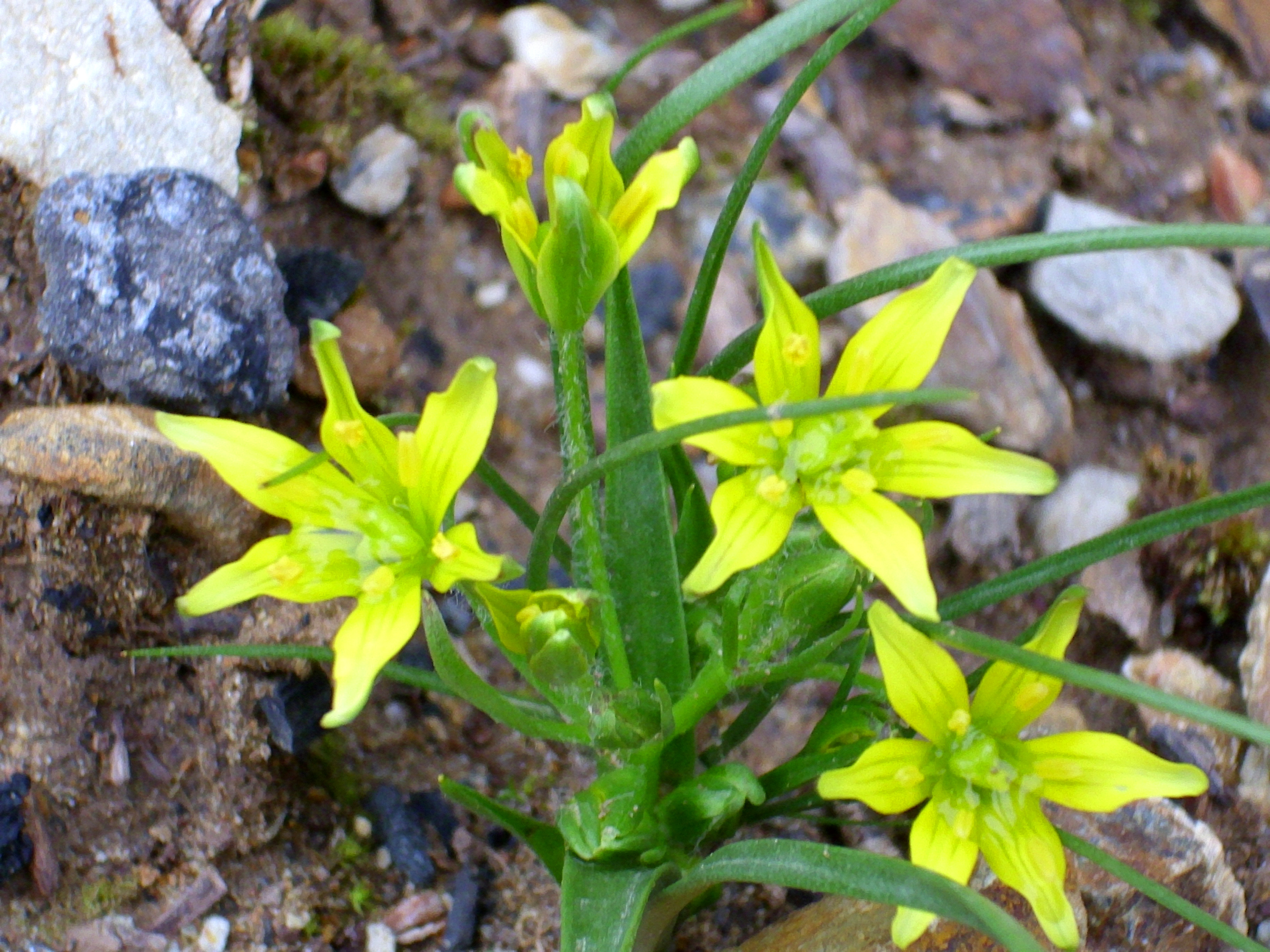
Gagea lusitanica

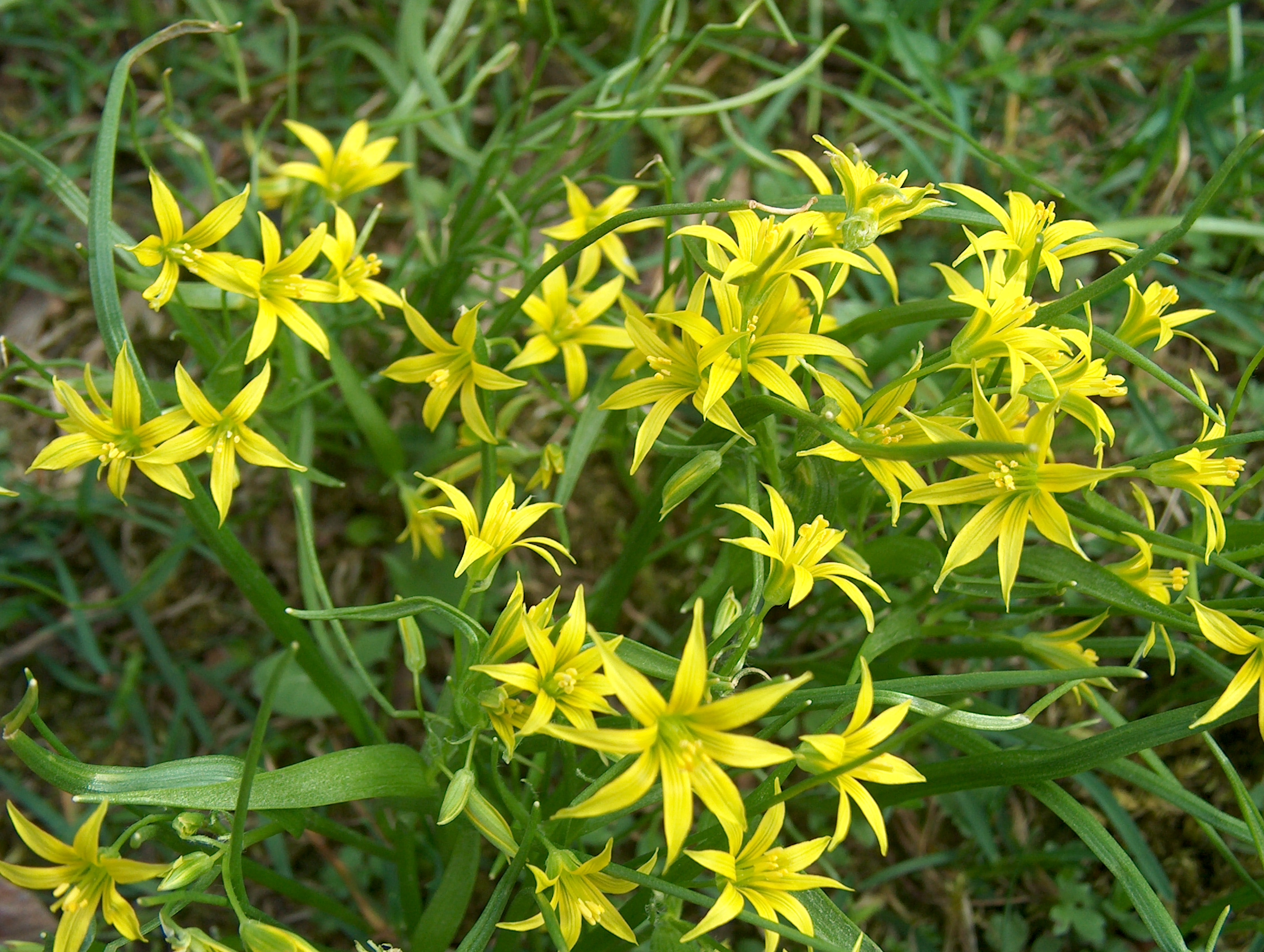
Kleiner Gelbstern (Gagea minima)

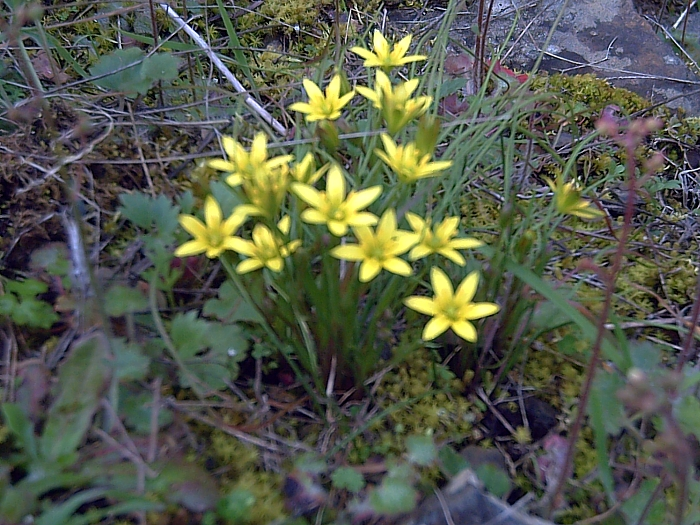
Gagea nevadensis

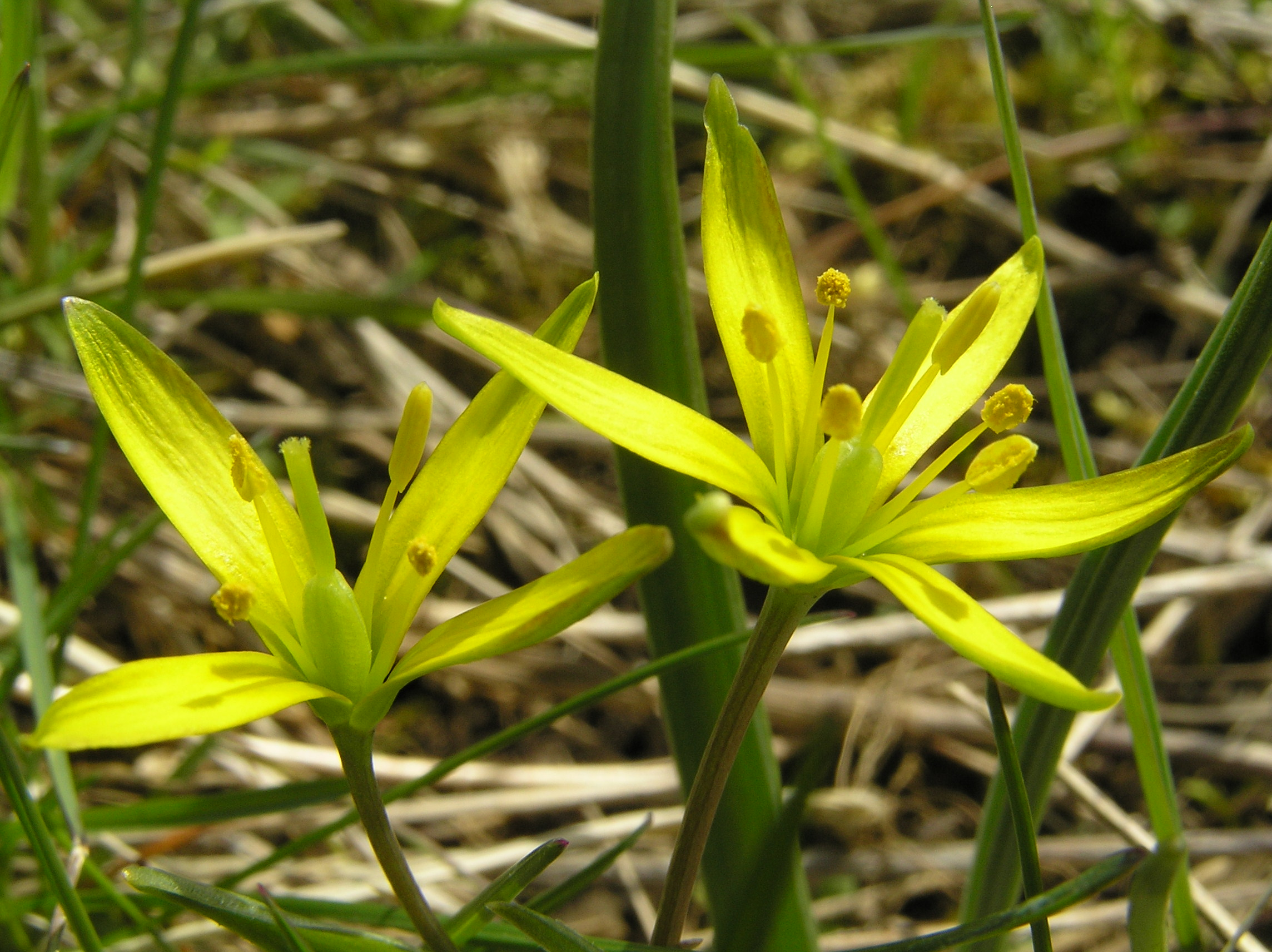
Wiesen-Gelbstern (Gagea pratensis)

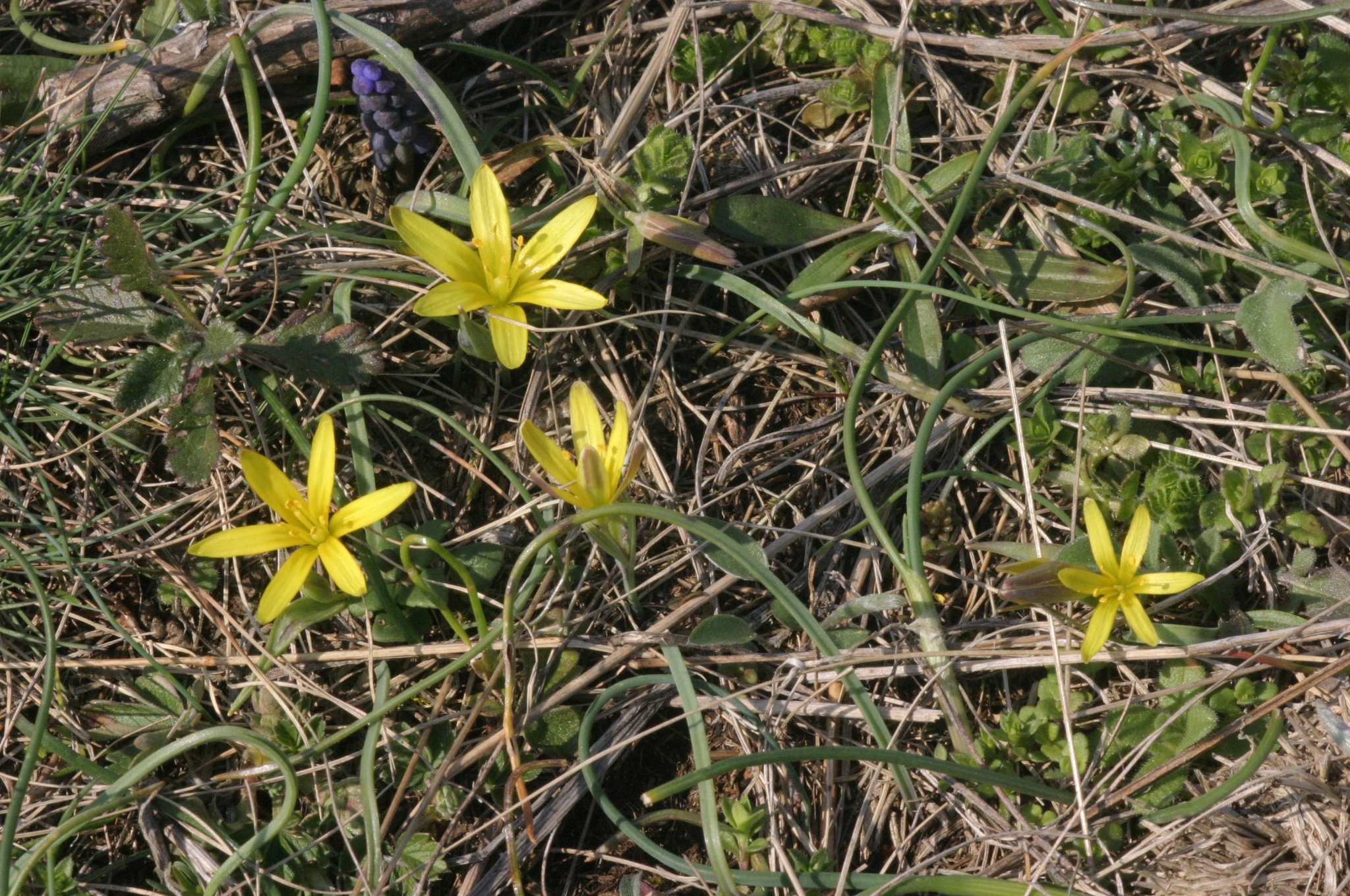
Zwerg-Gelbstern (Gagea pusilla)

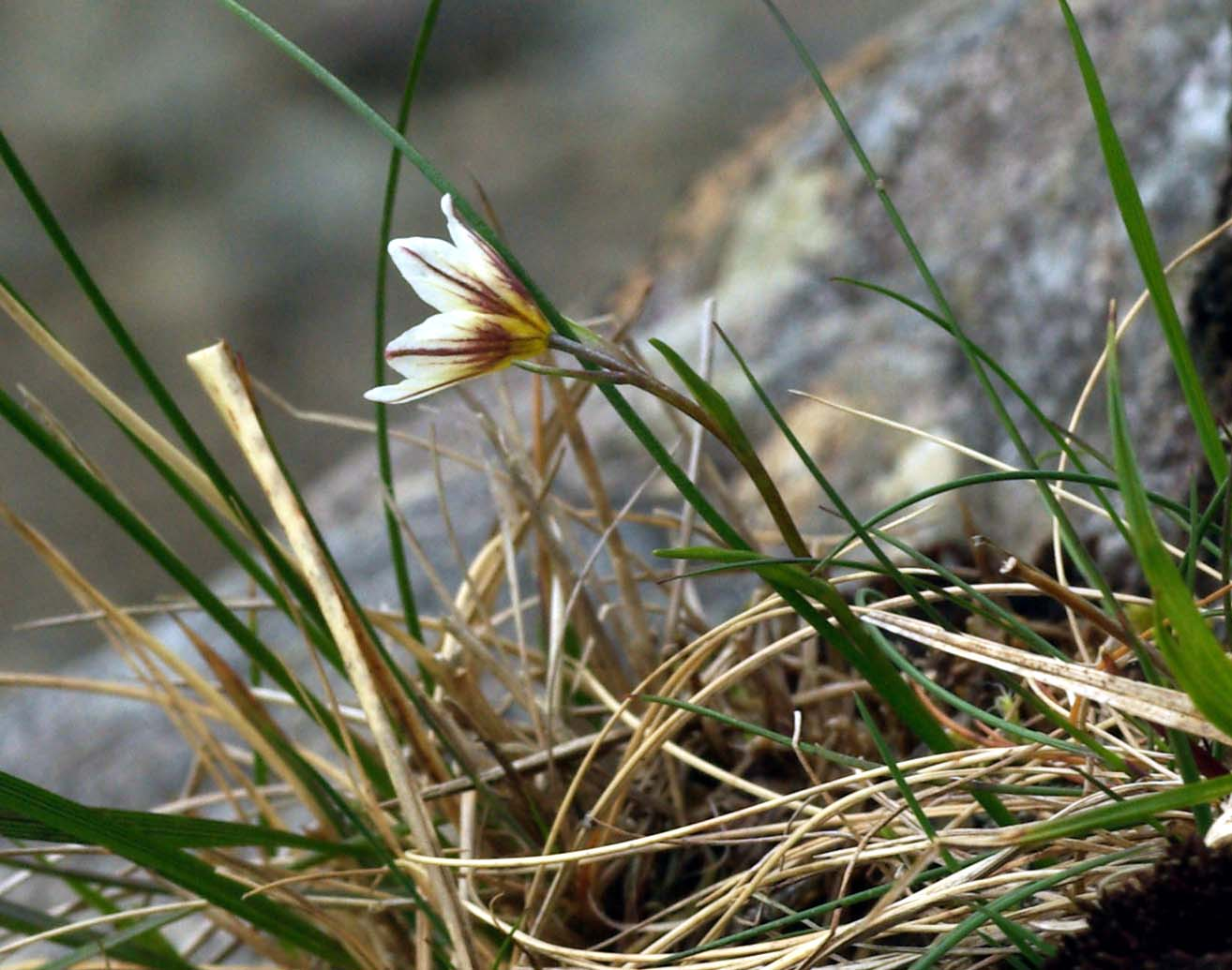
Späte Faltenlilie (Gagea serotina)

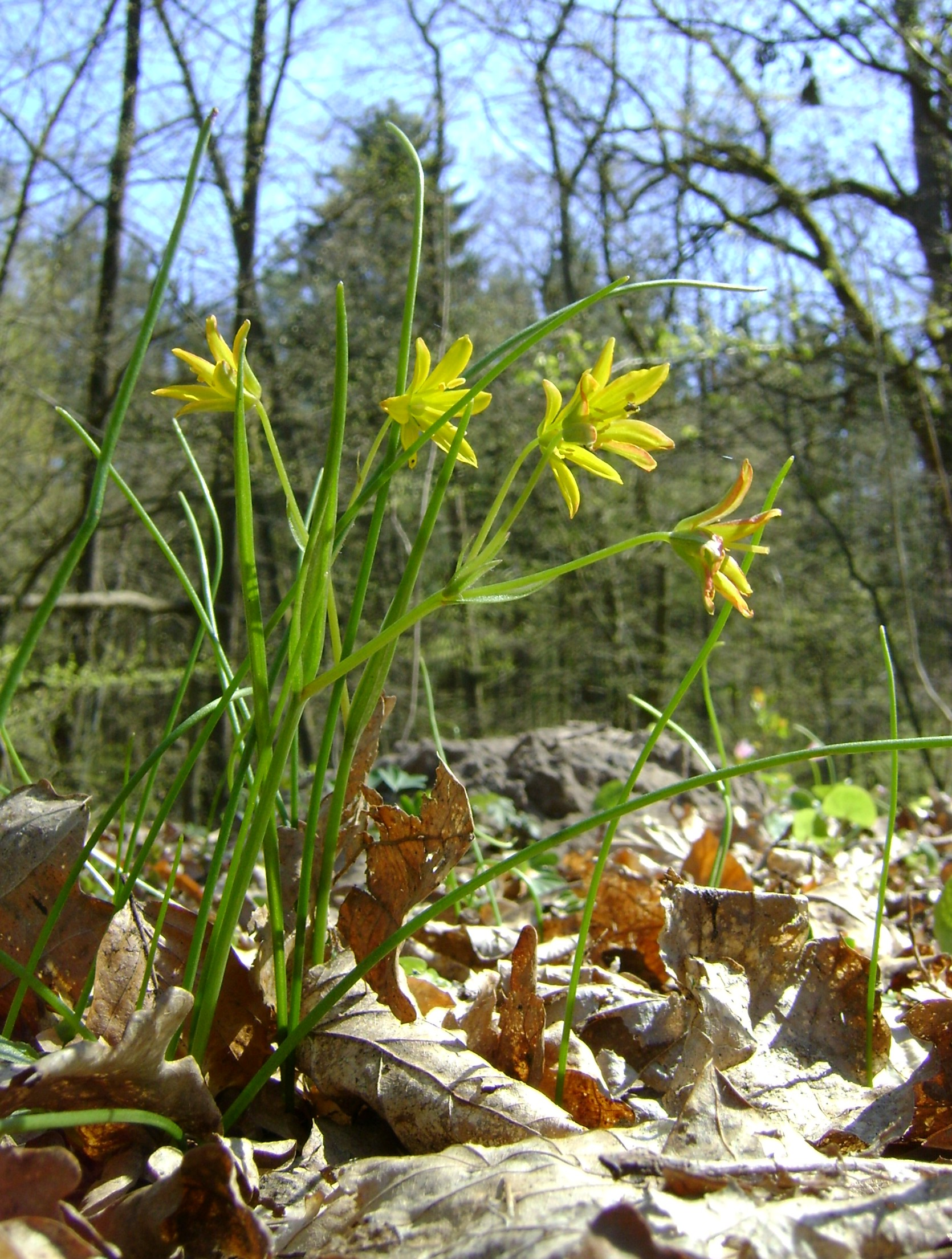
Scheiden-Gelbstern (Gagea spathacea)

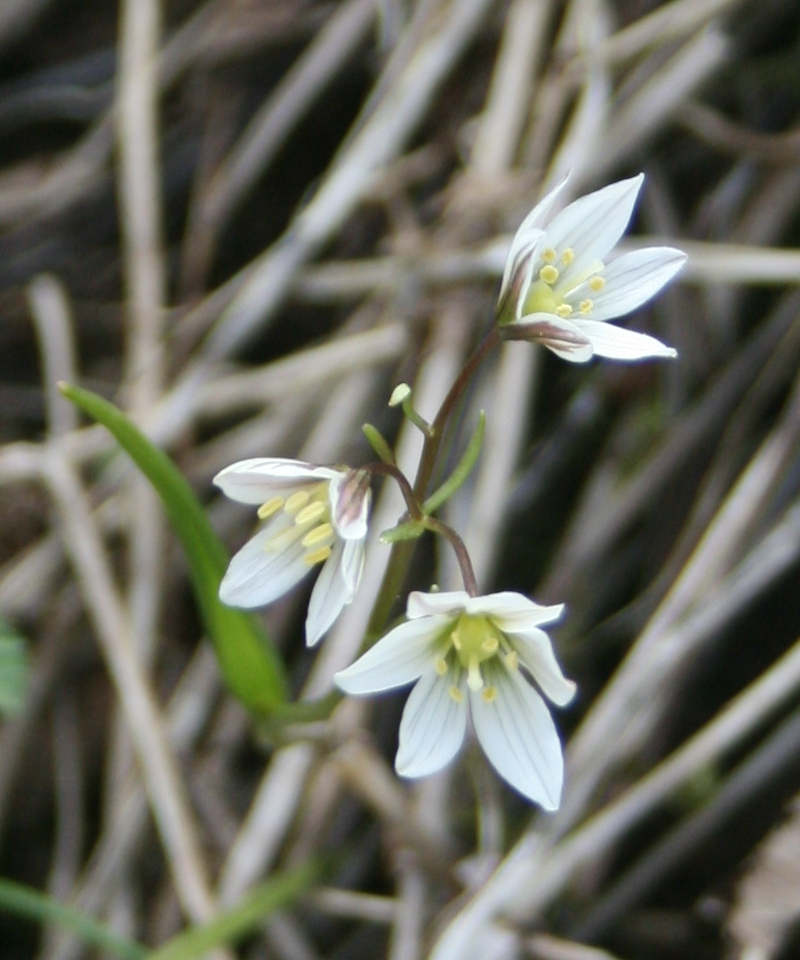
Gagea triflora

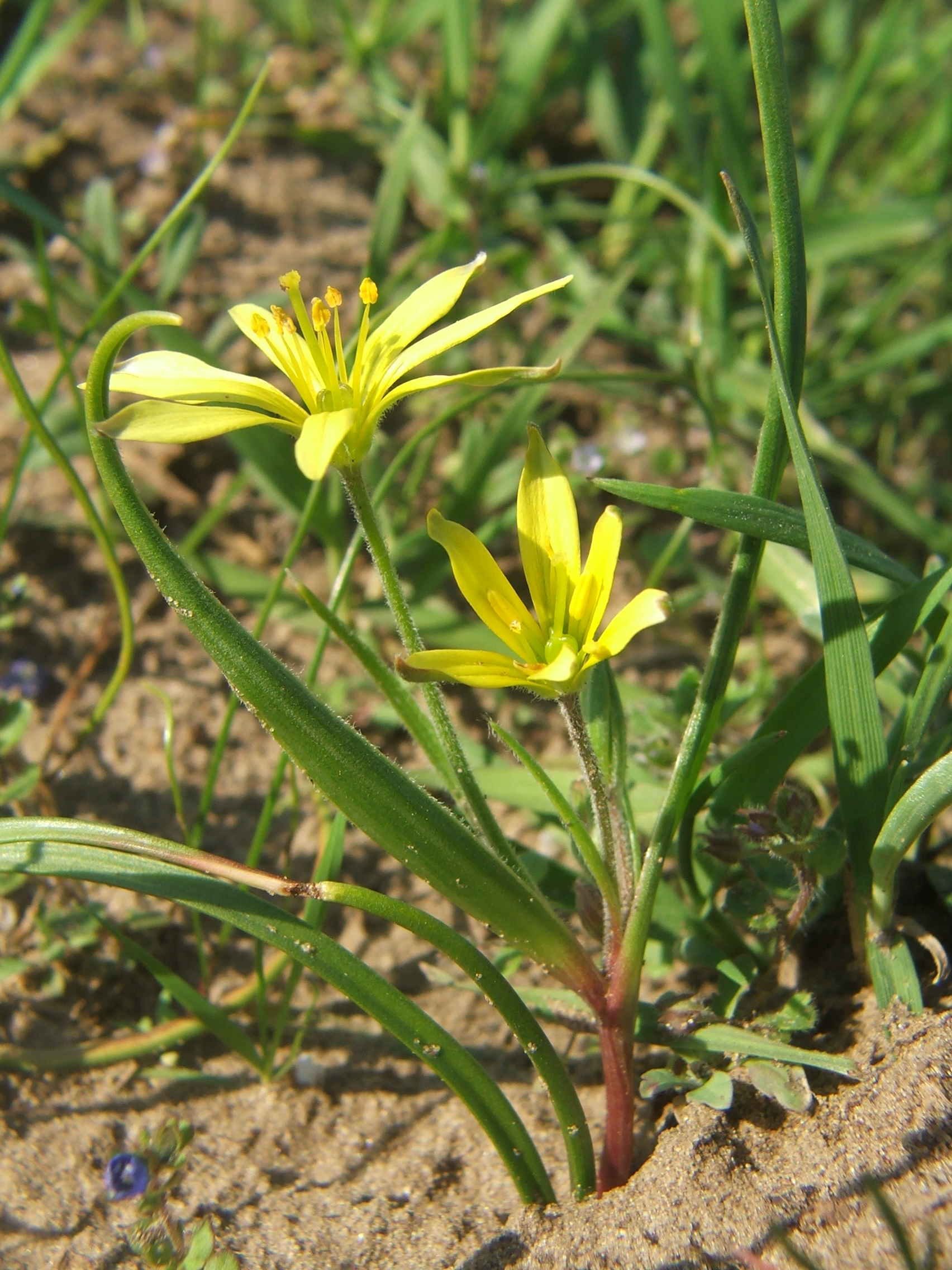
Acker-Gelbstern (Gagea villosa)

## Systematik und Verbreitung
Die Gattung Gagea wurde 1806 durch Richard Anthony Salisbury aufgestellt. Der Gattungsname Gagea ehrt den englischen Botaniker Sir Thomas Gage (* 1781; † 1820). Synonyme für Gagea Salisb. sind: Plecostigma Turczaninow in Trautvetter, Szechenyia Kanitz, Lloydia Salisb. ex Rchb.
Die Gattung Gagea gehört zur Tribus Tulipeae in der Unterfamilie der Lilioideae innerhalb der Familie der Liliaceae. Innerhalb der Tribus Tulipeae wurde der Umfang der Gattungen Gagea und Lloydia kontrovers diskutiert. Damit dieses Taxon monophyletisch ist, muss nach Zarrei et al. 2009 die Gattung  Gagea die bisherigen Lloydia-Arten enthalten.
Die Gattung Gagea ist in Europa (etwa 23 Arten), Asien, Nordafrika und Nordamerika (nur eine Art) verbreitet. Zentren der Artenvielfalt sind Zentralasien und der Mittelmeerraum.
Je nach Autor gibt es etwa 110 bis 204 Gagea-Arten:
- Gagea ×absurda Levichev (= Gagea chomutovae × Gagea subtilis): Sie kommt in Zentralasien vor.[9]
- Gagea afghanica A.Terracc. (Syn.: Gagea obvoluta Pavlov): Sie ist im nordöstlichen Iran und in Zentralasien verbreitet.[9]
- Gagea aipetriensis Levichev: Dieser Endemit kommt nur auf der Krim vor.[9]
- Gagea alashanica Y.Z.Zhao & L.Q.Zhao: Sie wurde 2003 aus der Inneren Mongolei erstbeschrieben.[9]
- Gagea albertii Regel: Sie ist von Zentralasien bis zum nördlichen Teil des Uigurischen Autonomen Gebiet Xinjiang verbreitet.[9]
- Gagea alexeenkoana Miscz.: Sie kommt von der nordöstlichen Türkei bis zum nördlichen sowie westlichen Iran vor.[9]
- Gagea alexejana Kamelin ex Levichev: Sie wurde 2001 aus Tadschikistan erstbeschrieben.[9]
- Gagea alexii Ali & Levichev: Sie wurde 2007 erstbeschrieben und kommt im südöstlichen Iran sowie vom östlichen Tadschikistan bis zum nördlichen Pakistan vor.[9]
- Gagea algeriensis (Chabert) Chabert ex Batt. (Syn.: Gagea liotardii var. algeriensis Chabert, Gagea cossoniana Pascher, Gagea foliosa subsp. cossoniana (Pascher) A.Terracc., Gagea wilczekii Braun-Blanq. & Maire, Gagea dutoitii Maire & Wilczek, Gagea algeriensis var. dutoitii (Maire & Wilczek) Maire, Gagea subtrigona J.-M.Tison): Sie kommt in Spanien, Algerien und in Marokko vor.[9]
- Gagea alii Levichev: Sie wurde 2006 aus Pakistan erstbeschrieben.[9]
- Gagea almaatensis Levichev, A.Peterson & J.Peterson: Die 2016 erstbeschriebene Art kommt in Kasachstan vor.[9]
- Gagea altaica Schischk. & Sumnev.: Sie kommt von Sibirien bis zum nördlichen Teil des Uigurischen Autonomen Gebiet Xinjiang vor.[9]
- Gagea amblyopetala Boiss. & Heldr. (Syn.: Gagea heldreichii (A.Terracc.) Lojac., Gagea montana (Pascher) Pascher ex Uphof): Sie kommt von Südosteuropa bis zur nördlichen Türkei vor.[9]
- Gagea ancestralis Levichev: Sie kommt nur im Altai vor.[9]
- Gagea angelae Levichev & Schnittler: Sie wurde 2011 aus dem Uigurischen Autonomen Gebiet Xinjiang erstbeschrieben.[9]
- Gagea angrenica Levichev: Sie kommt in Zentralasien vor.[9]
- Gagea anisopoda Popov: Sie kommt nur in einem kleinen Gebiet in Turkmenistan vor.[9]
- Gagea antakiensis Kayikçi, Ocak & Teksen: Sie wurde 2014 aus der südlichen Türkei erstbeschrieben.[9]
- Gagea apulica Peruzzi & J.-M.Tison: Sie wurde 2012 erstbeschrieben und kommt in Italien sowie auf Sardinien vor.[9]
- Gagea artemczukii Krasnova: Sie kommt von der Ukraine bis in den nordwestlichen Kaukasusraum vor.[9]
- Gagea azutavica Kotukhov: Sie kommt nur im südlichen Altai vor.[9]
- Gagea baluchistanica Levichev & Ali: Sie wurde 2006 aus Pakistan erstbeschrieben.[9]
- Gagea baschkyzylsaica Levichev: Sie kommt in Zentralasien vor.[9]
- Gagea bashoensis Ali: Die 2006 erstbeschriebene Art kommt von Pakistan bis zum westlichen Himalaja vor.[9]
- Gagea bergii Litv.: Sie kommt vom zentralen sowie östlichen Iran bis Zentralasien vor.[9]
- Gagea bezengiensis Levichev: Die 2005 erstbeschriebene Art kommt im nördlichen-zentralen Kaukasusraum vor.[9]
- Gagea bithynica Pascher: Sie kommt nur in der westlichen Türkei vor.[9]
- Felsen-Gelbstern, Böhmen-Gelbstern[10][11] (Gagea bohemica (Zauschn.) Schult. & Schult. f., Syn.: Gagea pygmaea Salisb. nom. superfl., Gagea fistulosa (Ramond ex DC.) Ker Gawl. nom. illeg., Gagea szovitsii subsp. bohemica (Zauschn.) A.Terracc. nom. superfl., Gagea pygmaea (Willd.) Schult. & Schult. f. nom. illeg., Gagea saxatilis (Mert. & W.D.J.Koch) Schult. & Schult. f., Gagea szovitsii (Láng) Besser ex Schult. & Schult. f., Gagea billardieri Kunth, Gagea busambarensis (Tineo) Parl.,Gagea zauschneri (Pohl) Pascher, Lotus, Gagea aleppoana Pascher, Gagea callieri Pascher, Gagea lanosa Pascher, Gagea smyrnaea O.Schwarz, Gagea velenovskyana Pascher, Gagea nebrodensis (Tod. ex Guss.) Nyman, Gagea andegavensis F.W.Schultz, Gagea hypanica Sobko, Gagea corsica Jord. & Fourr. nom. illeg., Gagea foliosa var. busambarensis (Tineo) Nyman, Gagea foliosa subsp. pygmaea (Willd.) Nyman, Gagea szovitsii var. alepicca A.Terracc., Gagea szovitsii var. intermedia A.Terracc., Gagea szovitsii var. callieri (Pascher) Miscz., Gagea minaae Lojac., Gagea bohemica var. andegavensis (F.W.Schultz) Nyman, Gagea bohemica var. szovitsii (O.Lang) Nyman, Gagea bohemica var. corsica (Nyman) Rouy, Gagea bohemica var. gallica Rouy nom. superfl., Gagea bohemica subsp. saxatilis (Mert. & W.D.J.Koch) Asch. & Graebn., Gagea bohemica var. busambarensis (Tineo) Fiori, Gagea bohemica subsp. aleppoana (Pascher) Stroh, Gagea bohemica var. velenovskyana (Pascher) Stroh, Gagea bohemica subsp. zauschneri (Pohl) Stroh): Erst ist von West- sowie Mitteleuropa bis zum Mittelmeerraum (Vorderasien und Nordafrika) verbreitet.[9]
- Gagea bornmuelleriana Pascher: Sie kommt im westlichen Iran vor.[9]
- Gagea bowes-lyonii Levichev: Diese 2006 erstbeschriebene Art kommt von Pakistan bis zum westlichen Himalaja vor.[9]
- Gagea brevistolonifera Levichev: Sie kommt in Zentralasien vor.[9]
- Gagea bulbifera (Pall.) Salisb.: Sie kommt vom östlichen Rumänien bis China vor.[9]
- Gagea caelestis Levichev: Sie kommt in Kirgisistan vor.[9]
- Gagea calantha Levichev: Sie kommt in Usbekistan vor.[9]
- Gagea calcicola Zarrei & Wilkin: Sie wurde 2010 aus dem westlichen Iran erstbeschrieben.[9]
- Gagea calyptrifolia Levichev: Sie kommt in Kirgisistan vor.[9]
- Gagea capillifolia Vved.: Sie kommt von Iran bis Zentralasien vor.[9]
- Gagea capusii A.Terracc.: Sie kommt von Zentralasien bis Afghanistan vor.[9]
- Gagea caroli-kochii Grossh.: Sie kommt vom südlichen Transkaukasien bis zum nordwestlichen Iran vor.[9]
- Gagea chabertii A.Terracc.: Sie kommt in Algerien und Tunesien vor.[9]
- Gagea chanae Grossh.: Sie kommt in zwei Varietäten von der nordöstlichen Türkei bis zum nordwestlichen Iran vor.[9]
- Gagea charadzeae Davlian.: Sie kommt im Kaukasusgebiet vor.[9]
- Gagea chinensis Y.Z.Zhao & L.Q.Zhao: Sie wurde 2004 aus der Inneren Mongolei erstbeschrieben.[9]
- Gagea chitralensis S.Dasgupta & D.B.Deb: Sie kommt von Zentralasien bis ins nördliche Pakistan vor.[9]
- Gagea chlorantha (M.Bieb.) Schult. & Schult.f. (Syn.: Gagea grey-wilsonii Rech.f.): Sie kommt von Westasien bis ins südliche Turkmenistan vor.[9]
- Gagea chloroneura Rech.f.: Sie kommt im nordöstlichen Afghanistan vor.[9]
- Gagea chomutovae (Pascher) Pascher: Sie kommt von der Türkei bis Zentralasien und Afghanistan vor.[9]
- Gagea chrysantha (Jan) Schult. & Schult.f. (Syn.: Gagea amblyopetala Boiss. & Heldr.[11]): Sie kommt in Italien und Sizilien vor.[9]
- Gagea circumplexa Vved.: Sie kommt von Westasien bis ins südliche Turkmenistan vor.[9]
- Gagea commutata K.Koch: Sie kommt von der Türkei bis in den nordwestlichen Iran vor.[9]
- Gagea confusa A.Terracc.: Sie kommt von der östlichen Türkei bis zum Iran vor.[9]
- Gagea cuneata Levichev & Murtaz.: Sie kommt im nördlichen Kaukasusraum vor.[9]
- Gagea czatkalica Levichev: Sie kommt in Usbekistan vor.[9]
- Gagea daghestanica Levichev & Murtaz.: Die 2005 erstbeschriebene Art kommt im nordöstlichen Kaukasus vor.[9]
- Gagea daqingshanensis L.Q.Zhao & Jie Yang: Sie wurde 2006 aus der Inneren Mongolei erstbeschrieben.[9]
- Gagea davlianidzeae Levichev: Sie kommt in Zentralasien vor.[9]
- Gagea dayana Chodat & Beauverd: Sie kommt vom Libanon bis ins nördliche Saudi-Arabien vor.[9]
- Gagea delicatula Vved.: Sie kommt in Zentralasien vor.[9]
- Gagea deserticola Levichev: Sie wurde 2001 aus Usbekistan erstbeschrieben.[9]
- Gagea divaricata Regel: Sie kommt von Zentralasien bis ins westliche Xinjiang vor.[9]
- Gagea drummondii Levichev & Ali: Die 2006 erstbeschriebene Art kommt von Pakistan bis zum westlichen Himalaja vor.[9]
- Gagea dschungarica Regel: Sie kommt vom Iran bis ins nordwestliche China vor.[9]
- Gagea dubia A.Terracc.: Sie kommt vom Mittelmeergebiet bis zum nordwestlichen Iran vor.[9]
- Gagea durieui Parl. ex Batt. & Trab.: Sie kommt in Marokko, Algerien, Spanien und auf den Balearen vor.[9]
- Gagea eleonorae Levichev: Die 2005 erstbeschriebene Art kommt von der nordöstlichen Türkei bis zum Kaukasusraum vor.[9]
- Gagea exilis Vved.: Sie kommt vom östlichen Iran bis Zentralasien vor.[9]
- Gagea fedtschenkoana Pascher: Sie kommt von Sibirien bis Xinjiang vor.[9]
- Gagea ferganica Levichev: Sie kommt in Zentralasien vor.[9]
- Gagea fibrosa (Desf.) Schult. & Schult.f.: Sie kommt in Nordafrika von Marokko bis Libyen vor.[9]
- Gagea filiformis (Ledeb.) Kunth: Sie kommt von Afghanistan bis zur Mongolei vor.[9]
- Gagea flavonutans (H.Hara) Zarrei & Wilkin: Ihr Verbreitungsgebiet reicht von Zentralnepal bis Assam.[9]
- Gagea foliosa (C.Presl) Schult. & Schult.f.: Sie kommt im Mittelmeerraum von Südfrankreich bis Südostitalien[11] und weiter bis zum Libanon vor.[9]
- Röhriger Gelbstern[10] (Gagea fragifera (Vill.) E.Bayer & G.López, Syn: Gagea fistulosa auct.[11], Gagea liotardii (Sternb.) Schult. & Schult.f.). Sein Verbreitungsgebiet reicht von den süd- und mitteleuropäischen Gebirgen[11] bis Nordwestchina.[9]
- Gagea gageoides (Zucc.) Vved.: Sie kommt von Transkaukasien bis West- und Zentralasien vor.[9]
- Gagea germainae Grossh.: Sie kommt im Kaukasusgebiet vor.[9]
- Gagea glacialis K.Koch: Sie kommt von der Türkei bis ins Kaukasusgebiet vor.[9]
- Gagea glaucescens Levichev: Sie kommt in Kirgisistan vor.[9]
- Gagea goekyigitii Eker & Teksen: Die 2017 erstbeschriebene Art kommt in der Türkei vor.[9]
- Gagea goljakovii Levichev: Diese 2001 erstbeschriebene Art kommt in Zentralasien im Altai vor.[9]
- Gagea gracillima Pamp.: Sie kommt ium westlichen Himalaja vor.[9]
- Griechische Faltenlilie (Gagea graeca (L.) Irmsch. Syn.: Lloydia graeca (L.) Endl. ex Kunth): Sie kommt in Südgriechenland und auf den ägäischen Inseln[11] sowie in Westanatolien, in Zypern und Israel vor.[9]
- Gagea graminifolia Vved.: Sie kommt vom nordöstlichen Iran bis Zentralasien vor.[9]
- Gagea granatellii (Parl.) Parl.: Sie kommt im mittleren und östlichen Mittelmeerraum und auf der Krim[11] und weiter bis Afghanistan vor.
- Gagea granulosa Turcz.: Sie kommt von Osteuropa bis ins nordwestliche China vor.[9]
- Gagea gymnopoda Vved.: Sie kommt in Zentralasien vor.[9]
- Gagea gypsacea Levichev: Sie kommt in Zentralasien vor.[9]
- Gagea ×haeckelii Dufft et M.Schulze (= Gagea fragifera × Gagea minima): Sie kommt in Europa vor.[9]
- Gagea helenae Grossh.: Sie kommt von der östlichen Türkei bis zum Kaukasus vor.[9]
- Gagea hiensis Pascher: Sie kommt von Sibirien bis Korea vor.[9]
- Gagea hissarica Lipsky: Sie kommt von Zentralasien bis Afghanistan vor.[9]
- Gagea humicola Levichev: Sie kommt in Zentralasien vor.[9]
- Gagea huochengensis Levichev: Sie wurde 2011 aus dem chinesischen Autonomen Gebiet Xinjiang erstbeschrieben.[9]
- Gagea ignota Levichev: Sie kommt in Zentralasien vor.[9]
- Gagea incrustata Vved.: Sie kommt in Zentralasien vor.[9]
- Gagea intercedens Pascher: Sie kommt im nördlichen Iran vor.[9]
- Gagea iranica Zarrei & Zarre: Sie wurde 2005 aus dem nördlichen und östlichen Iran erstbeschrieben.[9]
- Gagea jaeschkei Pascher: Sie kommt von Afghanistan bis China vor.[9]
- Gagea japonica Pascher: Sie kommt im nördlichen und zentralen Japan vor.[9]
- Gagea jensii Levichev & Schnittler: Sie wurde 2011 aus dem chinesischen Autonomen Gebiet Xinjiang erstbeschrieben.[9]
- Gagea jispensis Ali & Levichev: Sie wurde 2007 aus dem westlichen Himalaja erstbeschrieben.[9]
- Gagea joannis Grossh.: Sie kommt von der nordöstlichen Türkei bis zum Kaukasus vor.[9]
- Gagea juliae Pascher: Sie kommt in Zypern und in der südlichen Türkei vor.[9]
- Gagea kamelinii Levichev: Sie kommt in Zentralasien vor.[9]
- Gagea kneissea J.Thiébaut: Sie kommt in Syrien vor.[9]
- Gagea kopetdagensis Vved.: Sie kommt in Turkmenistan vor.[9]
- Gagea kunawurensis (Royle) Greuter, Syn. Gagea ova Stapf, Gagea stipitata Merckl. ex Bunge. Ihr Verbreitungsgebiet reicht vom südlichen Transkaukasus bis zum westlichen Himalaja und Zentralasien.[9]
- Gagea kuraiensis Levichev: Sie wurde 2001 aus dem Altai erstbeschrieben.[9]
- Gagea kuraminica Levichev: Sie kommt in Zentralasien vor.[9]
- Gagea lacaitae A.Terracc.: Sie kommt im westlichen Mittelmeergebiet vor.[9]
- Gagea leosii Ali & Levichev: Sie wurde 2007 aus dem westlichen Himalaja erstbeschrieben.[9]
- Gagea libanotica (Hochst.) Greuter: Sie kommt von Syrien bis Israel vor.[9]
- Gagea lojaconoi Peruzzi: Sie wurde 2008 erstbeschrieben und kommt in Sardinien, Sizilien und in der nordwestlichen Türkei vor.[9]
- Gagea longiscapa Grossh.: Sie kommt von Sibirien bis zu Russlands Fernem Osten vor.[9]
- Gagea ×luberonensis J.-M.Tison (= Gagea bohemica × Gagea dubia): Sie kommt im Mittelmeergebiet vor.[9]
- Gagea ludmilae Levichev: Sie kommt in Zentralasien vor.[9]
- Gagea lusitanica A.Terracc. (Syn.: Gagea elliptica (A.Terracc.) Prain, Gagea extremadurensis M.Gut. & F.M.Vázquez): Sie kommt in Portugal, Spanien und im nördlichen Marokko vor.[9]
- Wald-Gelbstern[10] (Gagea lutea (L.) Ker Gawl.): Er kommt von Europa bis Kamtschatka und Japan vor.[9]
- Gagea luteoides Stapf: Sie kommt von der Türkei bis Transkaukasien und dem Libanon vor.[9]
- Gagea maeotica Artemczuk: Sie kommt von der Ukraine bis zum nördlichen Kaukasus vor.[9]
  - Märkischer Gelbstern (Gagea marchica Henker, Kiesewetter, U.Raabe & Rätzel): Dieser Endemit kommt nur in Brandenburg vor.[12][9]
- Gagea mauritanica Durieu: Sie kommt in Algerien, Frankreich, auf den Balearen, in Sizilien und in Italien vor.[9]
- Gagea menitskyi Levichev: Sie wurde 2005 aus dem Gebiet zwischen Transkaukasien und dem nordwestlichen Iran erstbeschrieben.[9]
- Gagea mergalahensis Ali & Levichev: Die 2007 erstbeschriebene Art kommt von Pakistan bis zum westlichen Himalaja vor.[9]
- Gagea michaelis Golosk.: Sie kommt in Zentralasien vor.[9]
- Gagea micrantha (Boiss.) Pascher: Sie kommt vom Libanon bis ins südwestliche Syrien vor.[9]
- Kleiner Gelbstern[10] (Gagea minima (L.) Ker Gawl.): Er kommt in Europa, im Kaukasus und in Westsibirien vor.[9]
- Gagea minutiflora Regel: Sie kommt in Zentralasien vor.[9]
- Gagea minutissima Vved.: Sie kommt in Zentralasien vor.[9]
- Gagea moniliformis J.-M.Tison: Sie wurde 2012 aus Marokko erstbeschrieben.[9]
- Gagea multipedunculifera Levichev: Sie wurde 2001 erstbeschrieben und kommt in Zentralasien vor.[9]
- Gagea nabievii Levichev: Sie kommt in Zentralasien vor.[9]
- Gagea nakaiana Kitag.: Sie kommt von Pakistan bis Sibirien und Japan vor.[9]
- Gagea neopopovii Golosk.: Sie kommt in Kasachstan und im nordwestlichen China vor.[9]
- Gagea nevadensis Boiss.: Ihre Heimat sind die Gebirge Südspaniens und Marokkos.[9]
- Gagea noltiei  Peruzzi, J.-M.Tison, A.Peterson & J.Peterson: Ihre Verbreitung reicht von Nepal bis Bhutan. Sie wurde 2008 erstbeschrieben.[9]
- Gagea novoascanica Klokov: Sie kommt in der Ukraine vor.[9]
- Gagea olgae Regel: Sie kommt vom Iran bis Xinjiang vor.[9]
- Gagea omalensis J.-M.Tison: Sie wurde 2012 aus Griechenland erstbeschrieben.[9]
- Gagea paedophila Vved.: Sie kommt von Zentralasien bis Afghanistan vor.[9]
- Gagea pakistanica Levichev & Ali: Die 2006 erstbeschriebene Art kommt von Pakistan bis zum westlichen Himalaja vor.[9]
- Gagea ×pampaninii A.Terracc. (= Gagea fibrosa × Gagea reticulata): Sie kommt im nördlichen Libyen vor.[9]
- Gagea paniculata Levichev: Sie kommt in Zentralasien vor.[9]
- Gagea pauciflora (Turcz. ex Trautv.) Turcz. ex Ledeb.: Sie kommt von Sibirien bis China vor.[9]
- Gagea pedata Levichev: Sie kommt in Zentralasien vor.[9]
- Gagea peduncularis (C.Presl) Pascher: Sie kommt von Süditalien bis zum östlichen Mittelmeergebiet vor.[9]
- Gagea peruzzii J.-M.Tison: Sie wurde 2012 aus Italien erstbeschrieben.[9]
- Gagea podolica Schult. & Schult. f.: Sie kommt von der Ukraine bis zum Kaukasus vor.[9]
- Gagea ×polidorii J.-M.Tison (Syn.: Gagea ×microfistulosa Levichev) = Gagea fragifera × Gagea villosa: Sie kommt in Europa vor.[9]
- Gagea polymorpha Boiss.: Sie kommt im südlichen Spanien vor.[9]
- Gagea popovii Vved.: Sie kommt in Zentralasien vor.[9]
- Gagea praemixta Vved.: Sie kommt in Zentralasien vor.[9]
- Wiesen-Gelbstern[10] (Gagea pratensis (Pers.) Dumort.): Er kommt in Europa und in der Türkei vor.[9] Nahe verwandt sind folgende aus Deutschland beschriebene Kleinsippen: Gagea marchica und:
  - Pommerscher Gelbstern (Gagea pomeranica R.Ruthe, Syn.: Gagea megapolitana Henker): Er ist nur aus Deutschland bekannt und kommt in Brandenburg, Baden-Württemberg, Bayern, Hessen, Mecklenburg-Vorpommern, Sachsen-Anhalt und Thüringen vor.[12]
- Gagea pseudominutiflora Levichev: Sie kommt in Zentralasien vor.[9]
- Gagea pseudopeduncularis J.-M.Tison: Sie wurde 2012 aus Griechenland erstbeschrieben.[9]
- Gagea punjabica Levichev & Ali: Die 2006 erstbeschriebene Art kommt von Pakistan bis zum westlichen Himalaja vor.[9]
- Zwerg-Gelbstern (Gagea pusilla (F.W.Schmidt) Sweet): Er ist in Eurasien (Kaukasusraum, Zentralasien, Sinkiang) verbreitet.[9]
- Gagea quasitenuifolia Levichev: Die 2005 erstbeschriebene Art kommt zwischen dem Kaukasusraum und dem nördlichen Afghanistan vor.[9]
- Gagea quettica Levichev & Ali: Die 2006 erstbeschriebene Art kommt im westlichen Pakistan vor.[9]
- Gagea ramulosa A.Terracc.: Sie kommt vom östlichen Mittelmeergebiet bis zum südlichen europäischen Russland und Afghanistan vor.[9]
- Gagea rawalpindica Levichev & Ali: Sie wurde 2006 aus Pakistan erstbeschrieben.[9]
- Gagea reinhardii Levichev: Sie wurde 2001 aus Zentralasien erstbeschrieben.[9]
- Gagea reticulata (Pall.) Schult. & Schult. f.: Sie kommt von Südosteuropa[11] bis zum westlichen Himalaya sowie in Nordafrika und auf der Arabischen Halbinsel vor.[9]
- Gagea reverchonii Degen: Sie kommt in Spanien und Frankreich vor.[9]
- Gagea rigida Boiss. & Spruner (Syn. Gagea fibrosa auct. fl. europ.[13]): Sie kommt im östlichen Mittelmeerraum und in Südwestasien vor.[9]
- Gagea robusta Zarrei & Wilkin: Sie wurde 2010 aus dem Iran und Afghanistan erstbeschrieben.[9]
- Gagea rubicunda Meinsh.: Sie kommt in Nordosteuropa vor.[9]
- Gagea rubinae Ali: Sie wurde 2006 aus Pakistan erstbeschrieben.[9]
- Gagea rufidula Levichev: Sie kommt in Zentralasien vor.[9]
- Gagea rupicola Levichev: Sie kommt in Zentralasien vor.[9]
- Gagea sarmentosa K.Koch: Sie kommt vom Kaukasus bis zum Iran vor.[9]
- Gagea sarysuensis Murz.: Sie kommt in Zentralasien vor.[9]
- Gagea schachimardanica Levichev: Sie wurde 2001 aus Usbekistan erstbeschrieben.[9]
- Gagea schugnanica Levichev & Navruzsh.: Sie kommt in Zentralasien vor.[9]
- Gagea scythica Artemczuk: Sie kommt von der Ukraine bis zum Kaukasus vor.[9]
- Späte Faltenlilie (Gagea serotina (L.) Ker Gawl., Syn.: Lloydia serotina (L.) Rchb.[11]): Ihr Verbreitungsgebiet umfasst die Subarktische Zone und die Hochgebirge der Nordhalbkugel; sie ist die einzige in Nordamerika vertretene Art der Gattung.[14]
- Gagea setifolia Baker: Sie kommt vom Iran bis Zentralasien und dem westlichen Himalaja vor.[9]
- Gagea shmakoviana Levichev: Sie wurde 2001 aus dem Altai erstbeschrieben.[9]
- Gagea sicula Lojac.: Sie kommt in Sizilien vor.[9]
- Gagea siphonantha Rech.f.: Sie kommt in Afghanistan vor.[9]
- Gagea sivasica Hamzaoglu: Sie wurde 2008 aus der Türkei erstbeschrieben.[9]
- Gagea soleirolii F.W.Schultz: Sie kommt in Südwesteuropa vor.[9]
- Scheiden-Gelbstern[10] (Gagea spathacea (Hayne) Salisb.): Er ist in Europa von Frankreich bis Skandinavien und zur Balkanhalbinsel verbreitet.[9]
- Gagea spelaea Levichev & Lazkov: Die 2019 erstbeschriebene Art kommt in Kirgisistan vor.[9]
- Gagea spumosa Levichev: Sie wurde 2006 aus dem Gebiet zwischen Zentralasien und Pakistan erstbeschrieben.[9]
- Gagea staintonii Rech.f.: Sie kommt von Afghanistan bis Pakistan vor.[9]
- Gagea stepposa L.Z.Shue: Sie kommt im nördlichen Xinjiang vor.[9]
- Gagea subtilis Vved.: Sie kommt in Zentralasien vor.[9]
- Gagea sulfurea Miscz.: Sie kommt von der nordöstlichen Türkei bis zum Kaukasus vor.[9]
- Gagea tadshikistanica Levichev: Sie wurde 2001 aus Zentralasien erstbeschrieben.[9]
- Gagea takhtajanii Levichev: Sie wurde 2000 aus Usbekistan erstbeschrieben.[9]
- Gagea talassica Levichev: Sie kommt in Zentralasien vor.[9]
- Gagea taschkentica Levichev: Sie kommt in Zentralasien vor.[9]
- Gagea taurica Steven: Sie kommt auf der Krim[11] und im nördlichen Kaukasus vor.[9]
- Gagea tenera Pascher: Sie kommt von der Türkei bis China und dem Himalaja vor.[9]
- Gagea tenuissima Miscz.: Sie kommt von der Türkei bis Transkaukasien vor.[9]
- Gagea tesquicola Krasnova: Sie kommt in der Ukraine vor.[9]
- Gagea ×theobaldii Brügger (= Gagea minima × Gagea villosa): Sie kommt in Europa vor.[9]
- Gagea tisoniana Peruzzi, Bartolucci, Frignani & Minut.: Sie wurde 2007 aus Italien erstbeschrieben.[9]
- Gagea toktogulii Levichev: Sie kommt in Zentralasien vor.[9]
- Gagea toppinii S.Dasgupta & D.B.Deb: Sie kommt in Pakistan vor.[9]
- Gagea transversalis (Pall.) Steven, Syn.: Gagea paczoskii (Zapal.) Grossh.: Sie kommt im östlichen Mitteleuropa und in Osteuropa vor.[9]
- Gagea triflora (Ledeb.) Schult. & Schult. f. (Syn.: Lloydia triflora (Ledeb.) Baker): Sie kommt in Russlands Fernen Osten, in Korea und Japan vor.[9]
- Gagea trinervia (Viv.) Greuter (Syn.: Lloydia trinervia (Viv.) Coss.): Sie kommt in Sizilien und im nordöstlichen Libyen vor.[9]
- Gagea turanica Levichev: Sie kommt von Transkaukasien bis Afghanistan vor.[9]
- Gagea ucrainica Klokov: Sie kommt von Osteuropa bis zur Mongolei vor.[9]
- Gagea ugamica Pavlov: Sie kommt im südöstlichen Kasachstan vor.[9]
- Gagea ulazsaica Levichev: Sie kommt in Zentralasien vor.[9]
- Gagea uliginosa Siehe & Pascher: Sie kommt von der Türkei bis zum Iran vor.[9]
- Gagea utriculosa Levichev: Sie wurde 2006 aus Himachal Pradesh erstbeschrieben.[9]
- Gagea ×vaga Levichev (= Gagea calantha × Gagea rufidula): Sie kommt in Zentralasien vor.[9]
- Gagea vaginata Pascher: Sie kommt von den südlichen Kurilen bis ins nördliche Japan vor.[9]
- Gagea vanensis Teksen & Karaman: Sie wurde 2014 aus der östlichen Türkei erstbeschrieben.[9]
- Gagea vegeta Vved.: Sie kommt vom Iran bis Zentralasien vor.[9]
- Acker-Gelbstern[10] (Gagea villosa (M.Bieb.) Sweet, Syn.: Gagea arvensis (Pers.) Dumort)[11]: Er kommt in zwei Varietäten von Europa über Vorderasien bis ins nordwestliche Afrika vor.[9]
- Gagea villosula Vved.: Sie kommt in Zentralasien vor.[9]
- Gagea vvedenskyi Grossh.: Sie kommt von Afghanistan und Pakistan bis Zentralasien vor.[9]
- Gagea wallichii Levichev & Ali: Sie wurde 2006 aus dem westlichen Himalaja erstbeschrieben.[9]
- Gagea wendelboi Rech.f.: Sie kommt im nördlichen Iran vor.[9]
- Gagea xiphoidea Levichev: Sie wurde 2001 aus dem Altai erstbeschrieben.[9]

## Weiterführende Literatur
- Mehtap Tekşen, Seher Karaman Erkul: The synopsis of the genus Gagea (Liliaceae) in Turkey. In: Phytotaxa, Volume 230, Issue 2, 8. Oktober 2015, S. 101–129, doi:10.11646/phytotaxa.230.2.1
- L. Peruzzi: Chromosome diversity and evolution in the genus Gagea (Liliaceae). In: Bocconea, Volume 24, 2012, S. 147–158.
- Angela Peterson, D. Harpke, L. Peruzzi, Igor G. Levichev, J. M. Tison, Jens Peterson: Hybridisation drives speciation in Gagea (Liliaceae). In: Plant Syst. Evolution, Volume 278, 2009, S. 133–148. doi:10.1007/s00606-008-0102-3.

- Karte mit allen verlinkten Seiten:
- OSM |
- WikiMap